# بروکفیلد
بروکفیلد (انگلیسی: Brookfield)یک شرکت مدیریت دارایی زیرساخت آمریکایی است، که در سال ۲۰۰۸ تأسیس شد. 